# Silent Descent
Silent Descent ist eine britische Metal-Band aus Dartford, die 2004 gegründet wurde. Die Band mischt Melodic Death Metal mit melodischen Trance-Elementen, verwenden Turntables sowie vorherrschend Keyboards.

## Geschichte
Silent Descent veröffentlichte 2005 ihre erste EP, die sich allerdings vom aktuellen Sound der Band unterschied. Im Jahr 2007 nahm die Band an den Global Unsigned Band Awards von TotalRock Radio teil, gewann die Kategorie Symphonic Rock or Metal und wurden von der Jury mit dem Supreme Silver Award (vierter insgesamt im Wettbewerb) ausgezeichnet. Im folgenden Jahr gewann die Band den Kerrang!/MCN Unsigned Live-Wettbewerb.
2008 veröffentlichte die Band ihr Debütalbum Duplicity und trat im August beim Bloodstock Open-Air-Musikfestival auf. Im Jahr 2009 und 2010 waren sie Headliner des Boardie Takeover beim Download-Festival. 2010 veröffentlichten sie eine Remix-EP von Duplicity.
Das zweite Album Mind Games (2012) wurde mit den beiden Bonustracks Call Me When You Get There und Wipe Your Chin and Walk Away durch JVCKenwood Victor Entertainment veröffentlicht. Das Album wurde bei Legacy London aufgenommen, mit Sarah Jezebel Deva als Gastsängerin. Es wurde von Pontus Hjelm (Dead by April) und Hard-Trance-Produzent Alf Bamford (Technikal) gemischt. 2012 spielten sie beim Download-Festival. Im selben Jahr verließ Chris Kipster die Band und sie spielte mit ihm bei einer Abschiedsshow im Leo’s Red Lion in Gravesend. Die Band veröffentlichte 2014 das Remix-Album Remind Games, welches von Chris Kipster produziert wurde.
2017 veröffentlichte die Band ihr drittes offizielles Album Turn to Grey, welches einen Gastauftritt von Björn Strid von Soilwork beinhaltet.

## Diskografie

### Alben
- 2008: Duplicity
- 2012: Mind Games (Rising Records; zeitgleich bei Victor in Japan)
- 2014: Remind Games (The Kipster Remixes)
- 2017: Turn to Grey

### EPs
- 2005: Silent Descent
- 2010: Duplicity Remix

### Musikvideos
- 2008: Duplicity
- 2012: Psychotic Euphoric
- 2013: Breaking the Space
- 2017: Vortex
- 2018: Rob Rodda